# Musik im 13. Jahrhundert
Liste der Musikjahre

11. Jahrhundert | 12. Jahrhundert | Musik im 13. Jahrhundert | 14. Jahrhundert | 1400  | 1401  | 1402  | ►  | ►►

Weitere Ereignisse
Dieser Artikel behandelt Musik im 13. Jahrhundert.

## Ereignisse und Personalia
1201
- Heiliges Römisches Reich – Der Trobador Folquet de Marselha wird vermutlich 1201 Abt der Abtei Le Thoronet.
- Königreich England – Der französische Dichter Petrus von Blois steht von 1201 bis 1202 in Diensten des Erzbischofs von York Geoffrey. Seine Gedichte werden bei Conductuskompositionen der Notre-Dame-Schule verwendet.
- Königreich Frankreich
  - 14. September: Der französische Trouvère Hugues IV. de Berzé erhält das Kreuz im Kloster Cîteaux, und begibt sich im folgenden Jahr auf den Vierten Kreuzzug.
  - Der französische Trouvère Gautier de Dargies tritt in Dokumenten des Jahres 1201 als Zeuge in Erscheinung.
  - Der Komponist Léonin erscheint letztmals in schriftlichen Dokumenten.

1202
- Königreich Frankreich – Jean Bodel, der sich um 1202 dem Vierten Kreuzzug anschließen will, erkrankt noch vor seiner Abreise an Lepra.

1204
- Königreich Frankreich – Peire Cardenal ist ab 1204 Schreiber des Grafen Raimund VI. von Toulouse, dann seines Sohnes Raimund VII.

1206
- Königreich Frankreich – Folquet de Marselha ist von 1206 bis 1231 Bischof in Toulouse.

1212
- 20. März: Mit einer von Kaiser Otto IV. auf dem Frankfurter Reichstag besiegelten Urkunde wird die Gründung des Leipziger Thomanerchores bestätigt.

1214
- Königreich Frankreich – Gautier de Coincy ist von 1214 bis 1233 Prior in der Priorei Sainte-Léocade in Vic-sur-Aisne, dann Prior von Saint-Médard.

1216
- Krone von Aragonien – Raimon de Miraval verbringt ab etwa 1216 die letzten Jahre seines Lebens im Exil in Katalonien, wo er laut einer mittelalterlichen Vita in einer religiösen Einrichtung zu Lleida gestorben ist.

1217

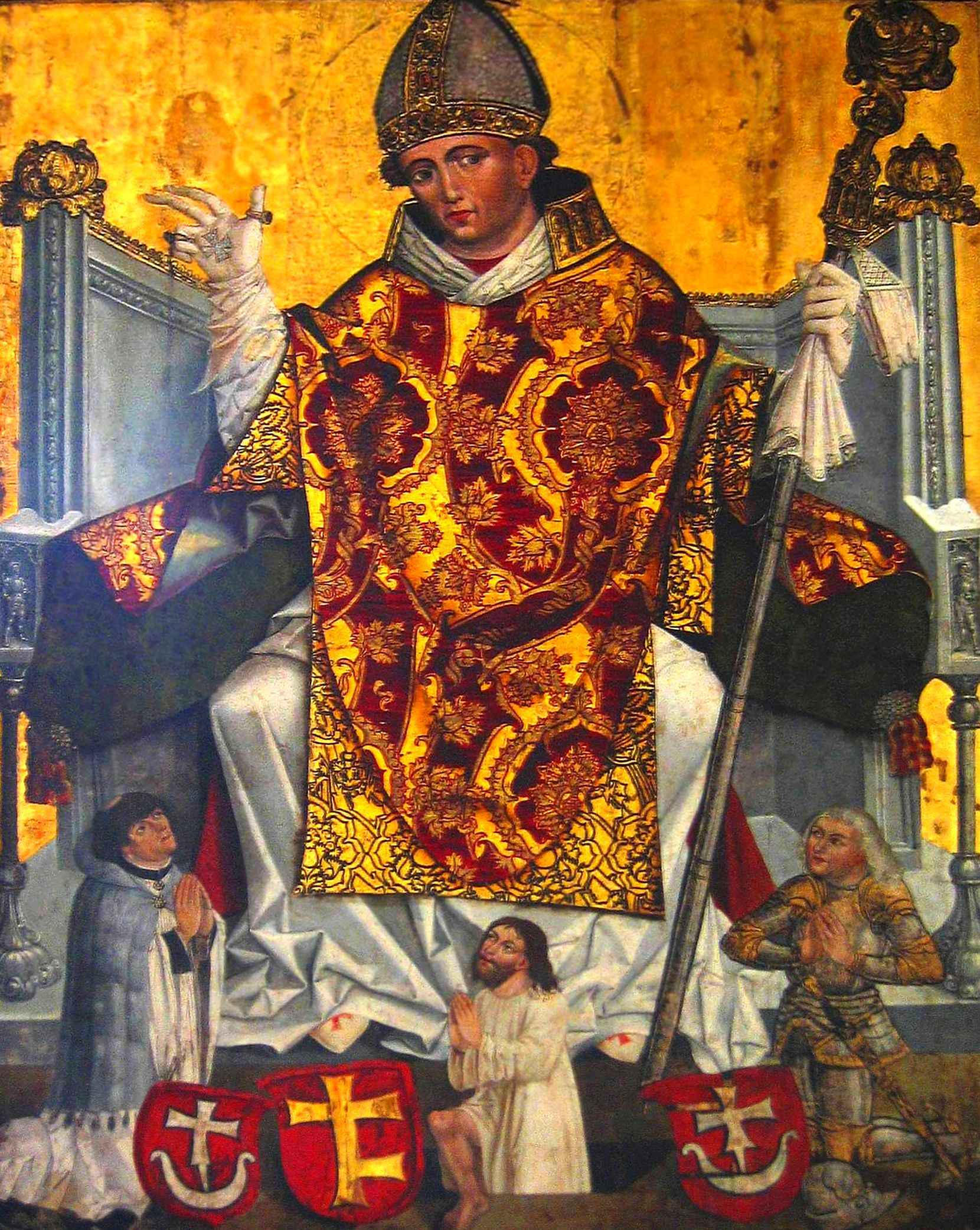
Stanislaus von Krakau, Tafelbild, 16. Jahrhundert

- Königreich Polen – Vinzenz von Kielcza ist Kaplan des Krakauer Bischofs Iwo Odrowąż.

1221
- Heiliges Römisches Reich – Das Wiener Stadtrecht (erneuert 1244) erklärt umherziehende Spielleute für rechtlos, während die in einer Pfarrei ansässigen Spielleute davon ausgenommen sind und sich daher im Rahmen des Stadtrechts organisieren konnten.[1]

1227
- Königreich Polen – Von 1227 bis 1235 ist Vinzenz von Kielcza Kanoniker in Krakau.

1246
- Eine von Papst Gregor IX. erteilte und 1246 von Papst Innozenz IV. erneuerte Dispens erlaubt Richard de Fournival, die Chirurgie zu praktizieren.

1253
- Königreich Polen – Vinzenz von Kielcza komponiert anlässlich der Heiligsprechung des Krakauer Bischofs Stanislaus das Lied Gaude Mater Polonia.

1254
- Königreich León – Alfons X. von Kastilien richtet an der Universität von Salamanca einen Lehrstuhl für Musik ein.[2]
- Königreich Polen – 8. Mai: Uraufführung des religiösen Lobliedes Gaude Mater Polonia von Vinzenz von Kielcza in Krakau.

1258
- Königreich Böhmen – Von 1258 bis 1260 ist Vinzenz von Kielcza Ordensoberer des Dominikanerklosters in Ratibor.

1259
- Heiliges Römisches Reich – Im Wormser Dom wird eine Orgel installiert.[3]

1260
- Zwischen 1260 und 1280 verfasst Franco von Köln sein Traktat Ars cantus mensurabilis („Lehre des mensurierten Gesangs“), der die Mensuralnotation lehrt.

1269
- Cerverí de Girona hält sich 1269 in Spanien auf, wo man ihn im Gefolge des Prinzen und späteren König Peter finden kann.

1271

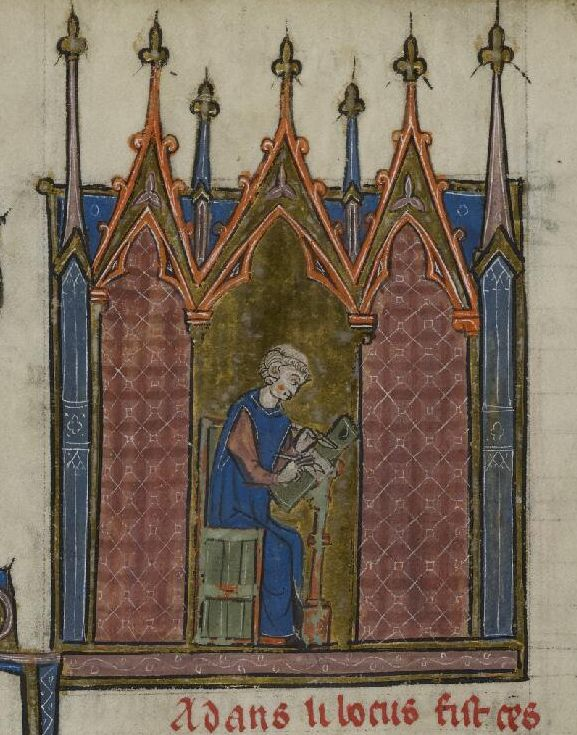
Adam de la Halle

- Königreich Böhmen – Engelbert von Admont studiert von 1271 bis 1285 zunächst in Prag unter anderem bei Mistr Bohumil und dann in Padua.
- Königreich Neapel – Adam de la Halle wird Ménestrel des Grafen Robert II. von Artois und ist dadurch nach Neapel an den Hof des Königs von Sizilien Karl von Anjou gekommen.

1273

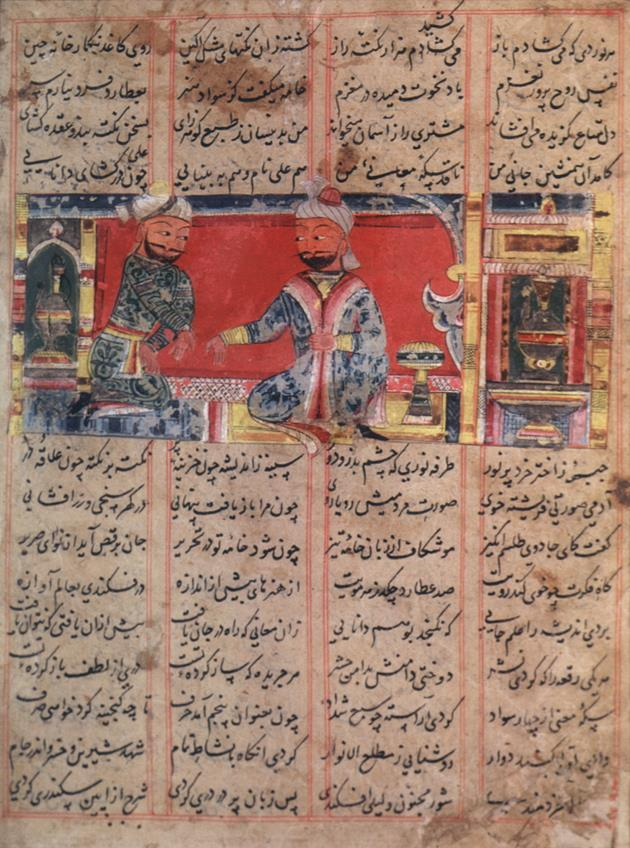
Amīr Chusrau bekommt Besuch von seinem Freund Ali. Aus einem Hašt Bihišt, Indien ca. 1450.

- Sultanat von Delhi – Ab etwa 1273 verdient Amir Chusrau seinen Lebensunterhalt als Dichter.

1276
- Königreich Aragonien – 26. August: Cerverí de Girona komponiert den Planh Si per tristor, per dol no per cossir über den Tod Jakobs I.
- Königreich Böhmen – Heinrich von Meißen, genannt Frauenlob hält sich um 1276/78 in Böhmen auf.

1284
- Königreich Neapel – Adam de la Halle vollendet sein Singspiel von Robin und Marion (Le Jeu de Robin et de Marion), dem ersten berühmten Liebespaar der europäischen Literatur. Abwechselnd singen Robin und Marion in einstimmigen Melodien die Geschichte ihrer Liebe. Einmal tritt eine Blockflöte hinzu und am Schluss ein Schlagzeug.

1297
- Heiliges Römisches Reich – Engelbert von Admont leitet von 1297 bis 1327 das Stift Admont als Abt.

1298
- Königreich Frankreich – Petrus de Cruce wird in Paris vom französischen König Philipp IV. mit der Komposition eines Offiziums auf Ludwig den Heiligen beauftragt.[4]

1299
- Heiliges Römisches Reich – Heinrich von Meißen, genannt Frauenlob dient – urkundlich als ystrio dictus Vrowenlop bezeugt – dem Herzog Heinrich von Kärnten.

1300
- Heiliges Römisches Reich
  - Der Minnesänger Frauenlob besucht um 1300 Bischof Giselbert von Brunkhorst in Bremen, dem er einen Lobgesang widmet.
  - Den Namen des ersten Rektors der Kreuzschule in Dresden, Cunradus rector puerorum, findet man in Aufzeichnungen des Jahres 1300.

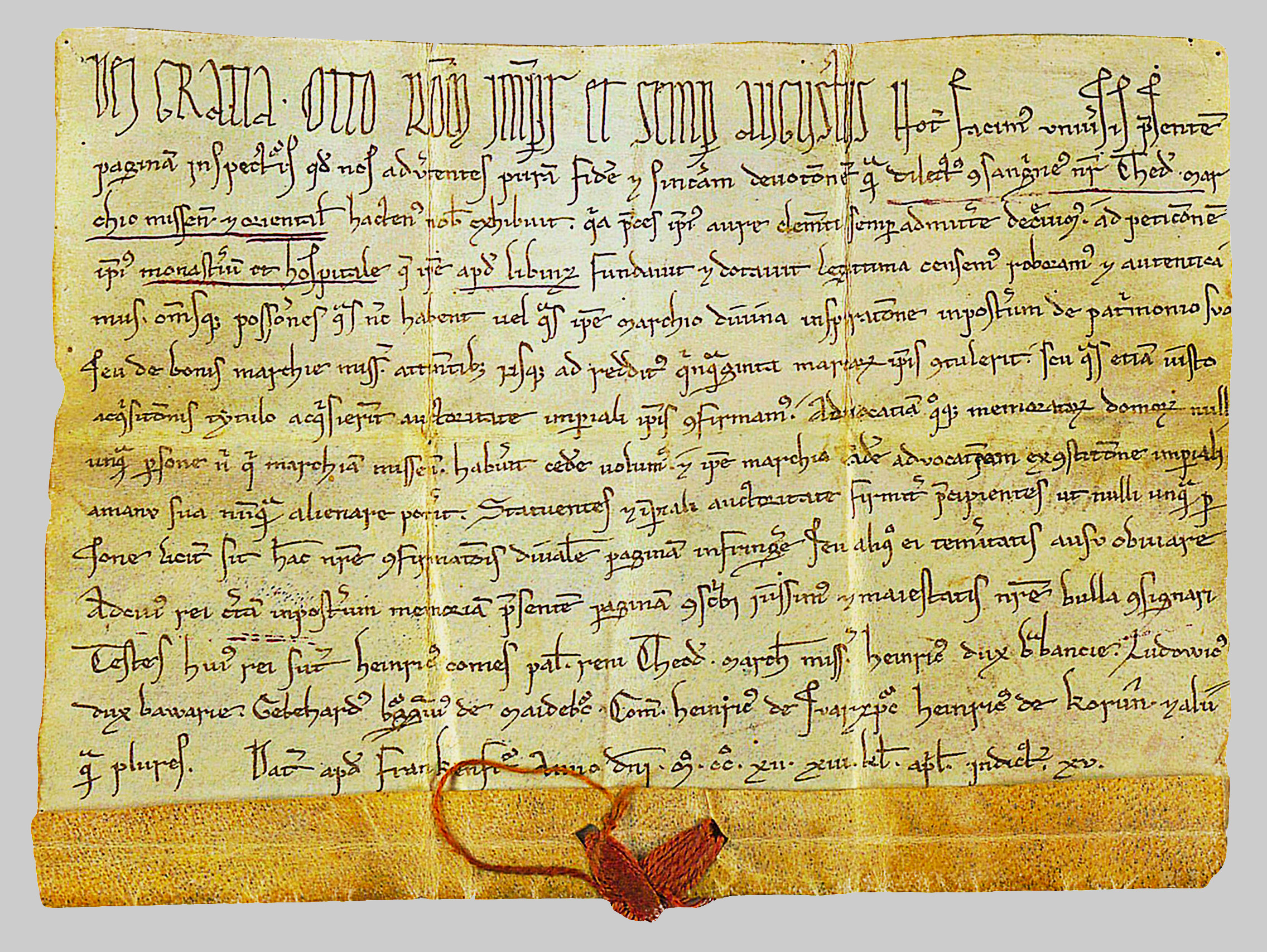
Stiftungsurkunde des Augustiner-Chorherrenstifts zu St. Thomas.

## Gründungen
1212
- Heiliges Römisches Reich – 20. März: Mit einer von Kaiser Otto IV. auf dem Frankfurter Reichstag besiegelten Urkunde wird die Gründung des Leipziger Thomanerchores bestätigt.

## Kompositionen und Schriften
1201

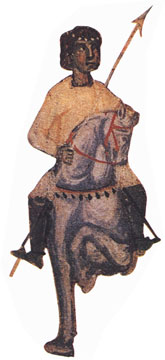
Raimbaut de Vaqueiras

- Raimbaut de Vaqueiras: Ara·m requier sa costum' e son us, zwischen 1197 und 1201 in Montferrat komponiert.
- Raimbaut de Vaqueiras: Ara pot hom conoisser e proar, Kreuzfahrerlied, 1201 Bonifatius I. von Monferrat zur Wahl zum Anführer des Vierten Kreuzzugs gewidmet.
- Raimbaut de Vaqueiras: Eissament ai guerrejat ab amor, zwischen 1197 und 1201 in Montferrat komponiert.
- Raimbaut de Vaqueiras: Guerras mi plag non son bo, zwischen 1197 und 1201 in Montferrat komponiert.
- Raimbaut de Vaqueiras: Kalenda maya, zwischen 1197 und 1201 in Montferrat komponiert.
- Raimbaut de Vaqueiras: Savis e fols, humils et orgoillos, zwischen 1197 und 1201 in Montferrat komponiert.

1204
- Um 1204–1205: Raimbaut de Vaqueiras: No·m agrad’ iverns ni pascors

1225
- Um 1225: Anonymus: Ars Organi (Vatikanischer Organumtraktat)

1239

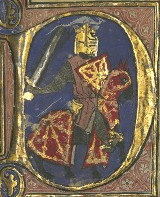
Theobald von Champagne in voller Rüstung (Bibliothèque nationale de France, Français 12615, fol. 1, Detail, 13. Jahrhundert)

- Theobald I.: Au tens plain de felonie (Kreuzfahrerlied)
- Um 1239: Theobald I.: Seignor, sachiés, qui or ne s’en ira (Kreuzfahrerlied); Li dous penser et li dous souvenir (Kreuzfahrerlied)

1240
- 1240–1270: Anonymus: Codex Wolfenbüttel; Handschriften W1, W2, F, M
- Um 1240: Johannes de Garlandia: De mensurabili musica

1250
- Um 1250: Anonymus: Quiconques veut deschanter

1254
- Vinzenz von Kielcza: Gaude Mater Polonia (religiöses Loblied, Uraufführung am 8. Mai in Krakau)

1260
- Um 1260: Petrus Picardus: Musica mensurabilis

1270
- Johannes Aegidius Zamorensis: Ars musica
- Um 1270: Petrus Picardus: Ars motettorum compilata breviter

1271
- Amerus: Practica artis musicae[5]

1273
- Magister Lambertus: Tractatus de musica
- Um 1273: Anonymus (nennt Leonin und Perotin): De mensuris et discantu

1274
- Elias Salomo: Scientia artis musicae.[6]

1275
- Um 1275: Hieronymus de Moravia: Tractatus de musica

1276
- Cerverí de Girona: Si per tristor, per dol no per cossir (Planh über den Tod Jakobs I.)

1279
- Anonymus von St. Emmeram: De musica mensurata (München, Bayerische Staatsbibliothek, Cod. Lat. Mon. [Cim.] 14523), eine der beiden wichtigsten Abhandlungen über die Notre-Dame-Schule der Polyphonie.[7]

1280
- Franco von Köln: Ars cantus mensurabilis

1290
- Um 1290: Engelbert von Admont: De musica

1291
- Johannes de Grocheo: De musica

1300

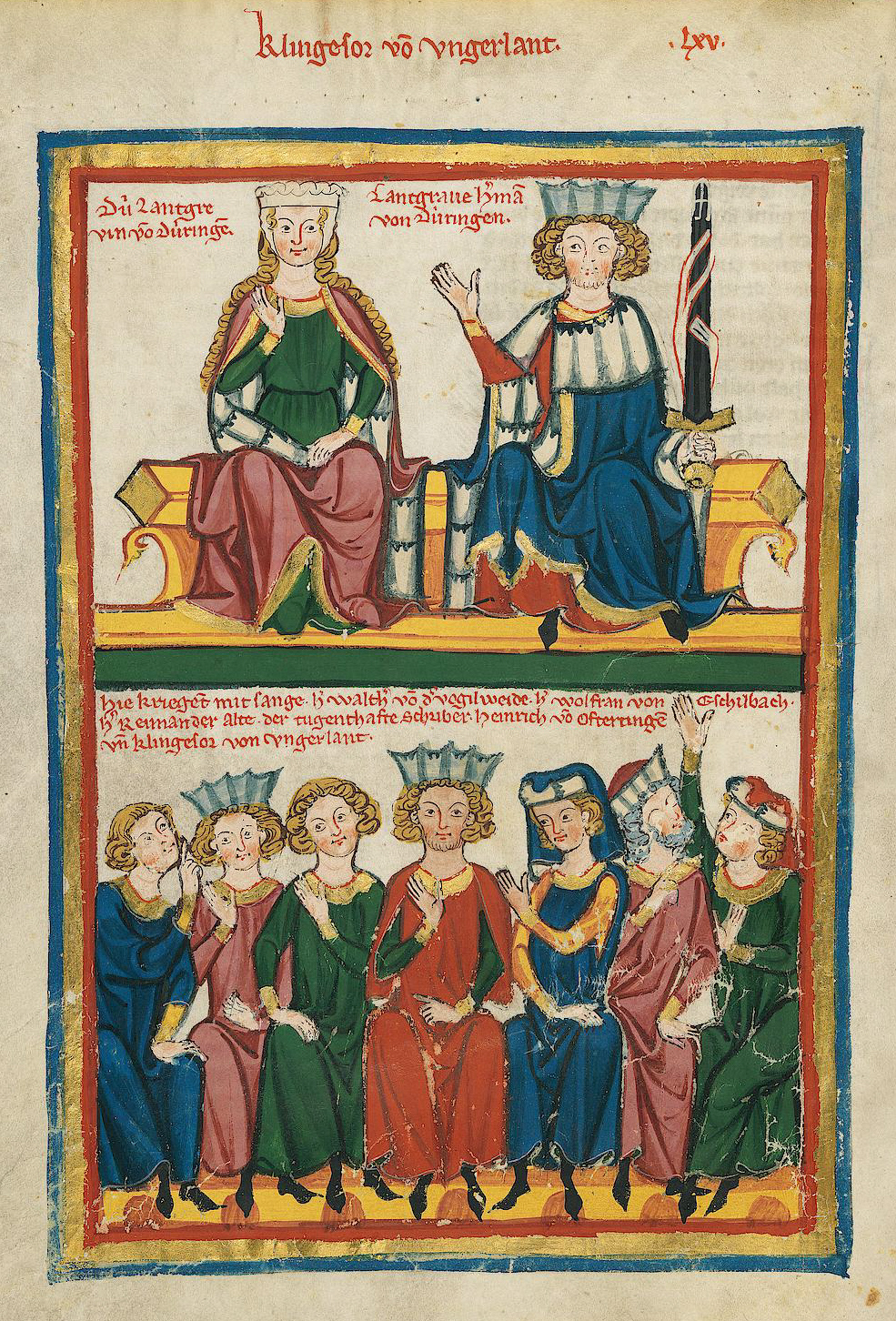
Miniatur des Sängerkriegs aus dem Codex Manesse, 14. Jahrhundert

- Walter Odington: Summa de speculatione music(a)e
- Anonymus: Berliner Organumtraktat
- Akolouthiai, griechisch: ἀκολουθία, Sammlung von Gesängen des Byzantinischen Ritus, entstanden um 1300
- Codici Corali von Oristano, entstanden um 1300 beim Orden der minderen Brüder auf Sardinien
- Manuel Bryennios: Harmonika, um 1300 entstanden
- Johannes de Grocheo: Ars musicae, um 1300 entstanden

Entstanden im 13. Jahrhundert
- Sängerkrieg auf der Wartburg: schrittweise gewachsene Sammlung mittelhochdeutscher Sangspruchgedichte um einen angeblichen Dichterwettstreit auf der thüringischen Wartburg.

## Geboren
1201

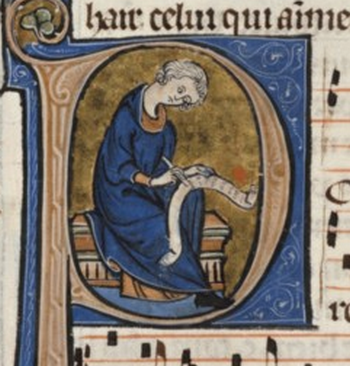
Theobald von Champagne dichtet ein Minnelied.

- 30. Mai: Theobald I., König von Navarra und Trouvère († 1253)
- 10. Oktober: Richard de Fournival, französischer Trouvère († 1260)

1216
- Safi ad-Din al-Urmawi, persischer Musiktheoretiker († 1294)

1217

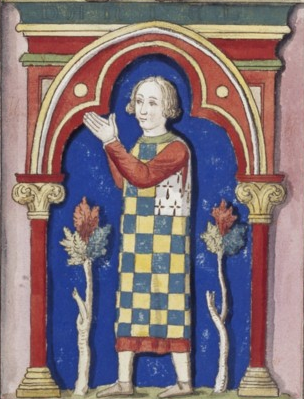
Herzog Johann I. der Rote in einer späten Darstellung aus dem 17. Jahrhundert.

- Johann I., Herzog von Bretagne und Trouvère († 1286)

1220
- Zwischen 1220 und 1230: Konrad von Würzburg, deutscher Lyriker, Epiker und didaktischer Dichter († 1287)

1221
- 23. November: Alfons X., König von Kastilien und León sowie Dichter und Komponist († 1284)

1225
- Um 1225: Jehan de Trie, französischer Trouvère († um 1302)

1230
- Um 1230: Guiraut Riquier, französischer Troubadour († um 1300)[8]

1235
- Remigio dei Girolami, italienischer Philosoph und Musiktheoretiker († 1319)[9]

1237
- Um 1237: Adam de la Halle, französischer Trouvère († 1286, 1287 oder 1306)

1249
- Vor 1249: Schenk Konrad von Limpurg, deutscher Minnesänger († nach 1286)

1250
- Um 1250: Engelbert von Admont, Abt des Stiftes Admont und Musiktheoretiker († 1331)
- Zwischen 1250 und 1260: Frauenlob (Heinrich von Meissen), mittelhochdeutscher Minnesänger und Sangspruchdichter († 1318)

1252

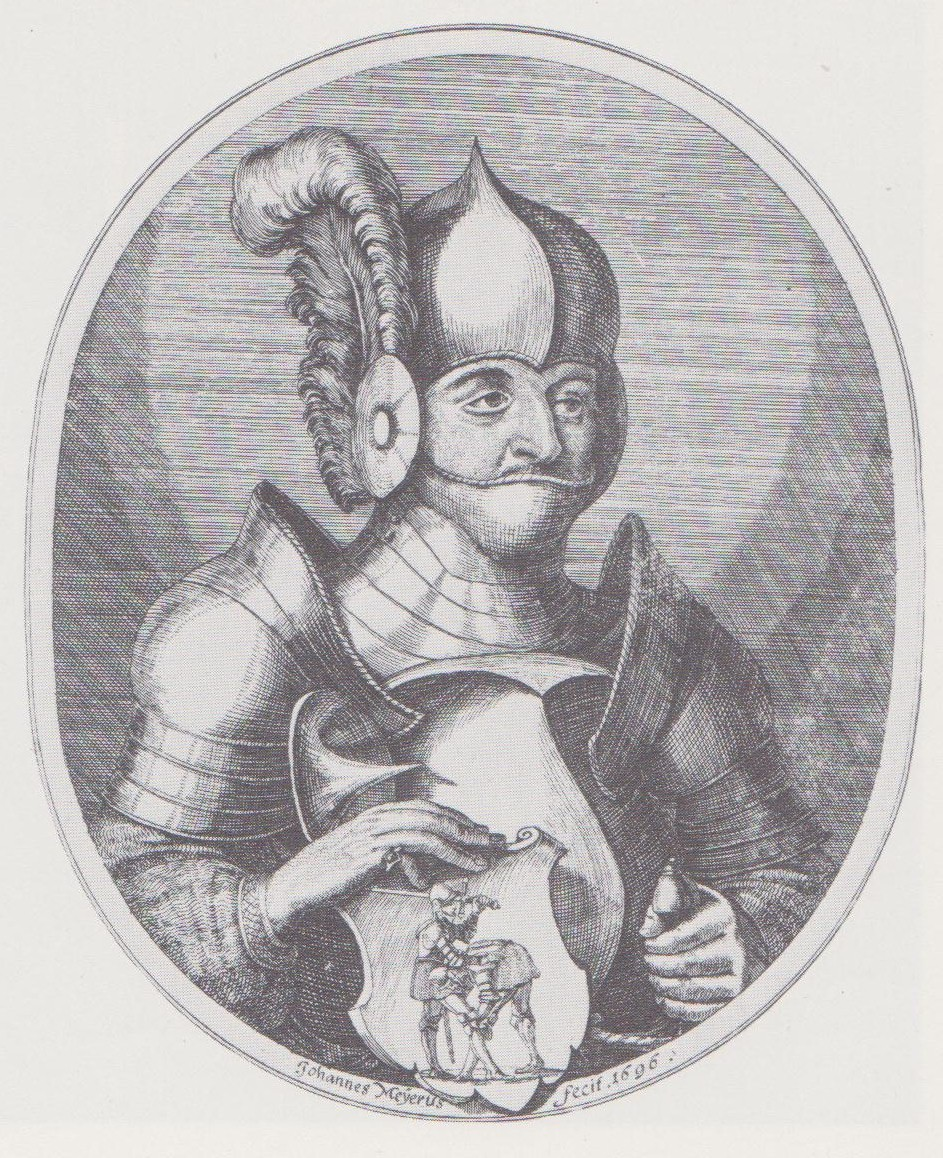
Rüdiger Manesse der Ältere, Schweizer Sammler von Minneliedern

- Vor 1252: Rüdiger Manesse der Ältere, Sammler von Minneliedern († 1304)

1253
- Amir Chusrau, indisch-persischer Dichter und Musikwissenschaftler († 1325)

1255
- Um 1255: Johannes de Grocheo, französischer Musiktheoretiker († um 1320)

1259
- Cerverí de Girona, katalanischer Troubadour († 1285)

1260
- Um 1260: Manuel Bryennios, byzantinischer Musikwissenschaftler und Astronom († um 1320)
- Um 1260: Jacobus de Ispania, franco-flämischer Musiktheoretiker († nach 1330)
- Um 1260: Walter Odington, englischer Mönch, Mathematiker und Musiktheoretiker († nach 1346)

1261

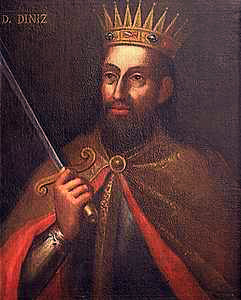
König Dionysius von Portugal

- 9. Oktober: Dionysius, König von Portugal Kunstförderer und Troubadour († 1325)

1275
- Zwischen 1275 und 1300: Hermann I. Glockengießer, deutscher Kupferschmied, Geschütz- und Glockengießer († 1353)

1291
- 31. Oktober: Philippe de Vitry, französischer Geistlicher, Komponist, Dichter, Musiktheoretiker und Bischof († 1361)

1300
- Um 1300: Johannes de Muris, französischer Mathematiker, Astronom, Musiktheoretiker und Kalenderreformer († um 1360)
- Zwischen 1300 und 1305: Guillaume de Machaut, französischer Komponist, Chronist und Dichter des Mittelalters († 1377)

Geboren im 12. Jahrhundert oder 13. Jahrhundert
- Johannes de Garlandia, Pariser Musiktheoretiker († 13. oder 14. Jahrhundert)
- Hieronymus de Moravia, Dominikaner und Musiktheoretiker († nach 1271)

Geboren im 13. Jahrhundert

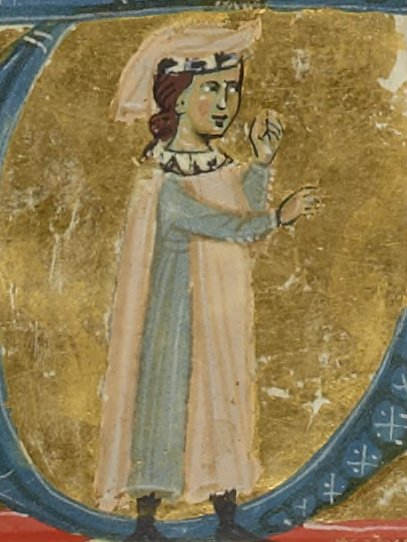
Miniatur Sordellos da Goito aus einem Manuskript des 13. Jahrhunderts

- Boppe, mittelhochdeutscher Sangspruchdichter († 13. oder 14. Jahrhundert)
- Petrus de Cruce, französischer Komponist und Musiktheoretiker († 13. oder 14. Jahrhundert)
- Matfre Ermengau, französischer Troubadour altokzitanischer Sprache († 1322)
- Sordello da Goito, italienischer Troubadour († 1269)
- Franco von Köln, deutscher Musiktheoretiker († 13. oder 14. Jahrhundert)
- Jehannot de Lescurel, französischer Kleriker, Musiker und Dichter († 1304)
- Der Marner, deutscher Minnesänger und Spruchdichter († 13. Jahrhundert)
- Petrus Picardus, französischer Musiktheoretiker († 13. oder 14. Jahrhundert)
- Regenbogen, deutscher Spruchdichter († um 1320)
- Friedrich von Sonnenburg, Dichter aus dem Ministerialengeschlecht der Burggrafen von Sonnenburg in Südtirol († 13. oder 14. Jahrhundert)
- Bruder Wernher, mittelhochdeutscher Spruchdichter († 13. Jahrhundert)

## Gestorben
1201
- Nach 1201: Léonin, französischer Komponist zur Zeit der Notre-Dame-Schule (* vor 1150)[10]

1202

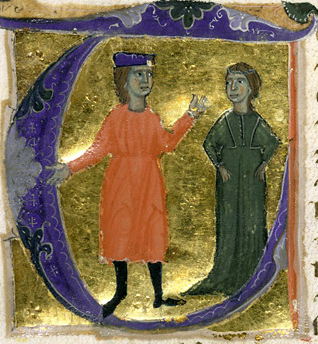
Gaucelm Faidit – Darstellung aus Bibliothèque Nationale, MS cod. fr. 12473, 13. Jahrhundert

- Alanus ab Insulis, französischer Scholastiker, Dichter, Musiktheoretiker und Zisterziensermönch (* um 1120)[11]
- Nach 1202: Gaucelm Faidit, französischer Troubadour (* vor 1185)[12]
- Nach 1202: Raimbaut de Vaqueiras, südfranzösischer Troubadour (* 12. Jahrhundert)[13][14]

1203
- Kastellan von Coucy, Trouvère (* um 1165)[15]

1204
- 1. April: Eleonore von Aquitanien, Königin von England und von Frankreich sowie Förderin der Künste (* um 1124)
- 13. Dezember: Maimonides, jüdischer Philosoph, Arzt, Autor, Komponist und Rechtsgelehrter (* zwischen 1135 und 1138)
- Vidame de Chartres, französischer Trouvère (* zwischen 1145 und 1155)[16]

1208
- Nach 1208: Guiot de Provins, französischer Poet und Troubadour (* um 1150)[17]

1209

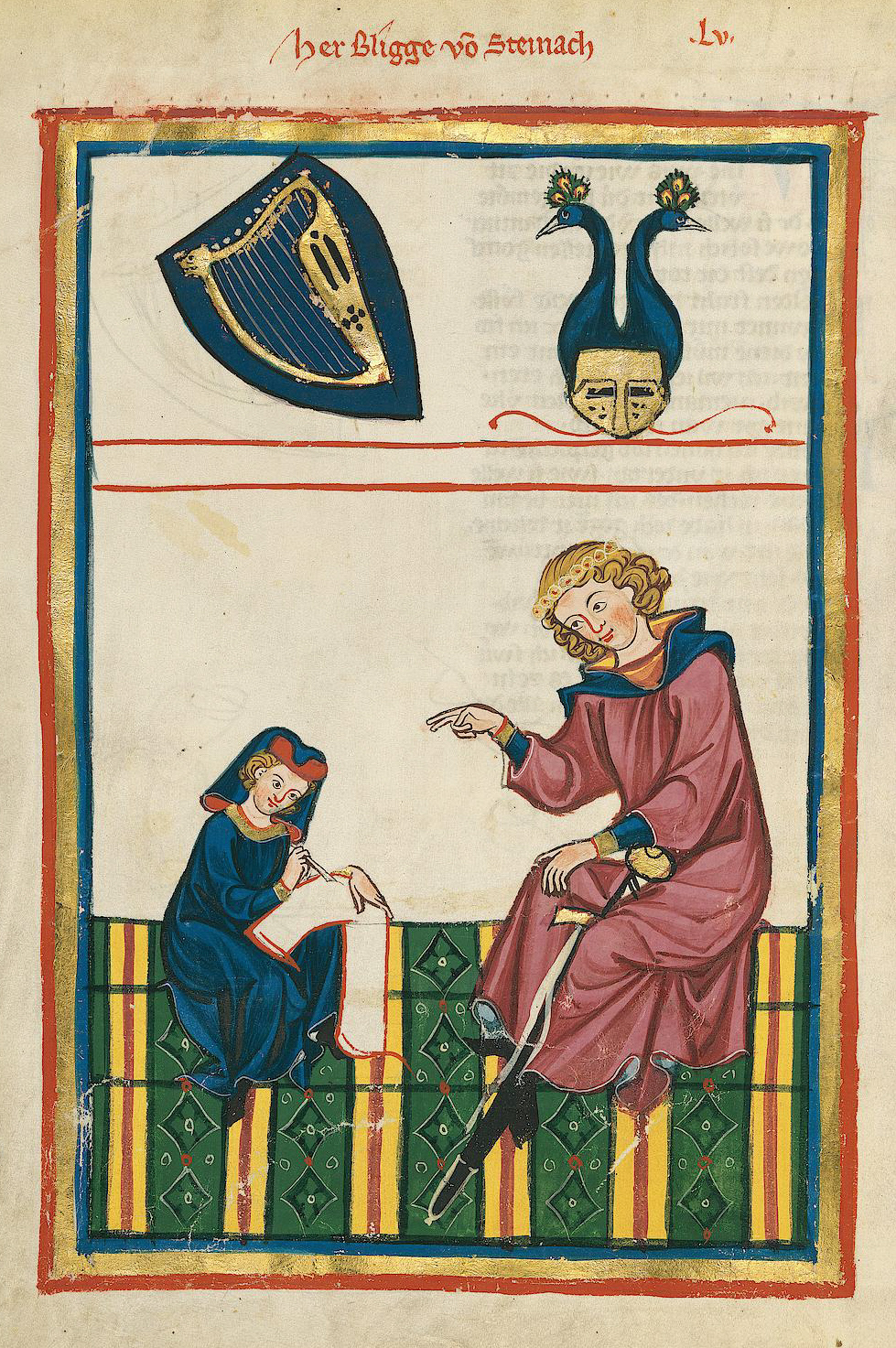
Bligger von Steinach in der Darstellung im Codex Manesse (um 1300)

- Fachr ad-Dīn ar-Rāzī, persischer sunnitischer Theologe und Philosoph (* 1149)
- Um 1209: Jean Bodel, altfranzösischer Spielmann und mittelalterlicher Dichter (* um 1165)[18]
- Nach 1209: Albrecht von Johansdorf, mittelhochdeutscher Dichter von Minneliedern (* vor 1180)[19]
- Nach 1209: Berenguier de Palazol, katalanischer Troubadour (* vor 1160)[20]
- Nach 1209: Bligger von Steinach, deutscher Minnesänger (* vor 1174)

1210
- Um 1210: Blondel de Nesle, nordfranzösischer Trouvère (* um 1155)[21]
- Um 1210: Peire Vidal, okzitanischer Troubadour (* um 1175)[22]
- Vor 1210: Reinmar der Alte, deutscher Minnesänger (* 12. Jahrhundert)[23]
- Zwischen 1210 und 1220: Hartmann von Aue, mittelhochdeutscher Dichter (* 12. Jahrhundert)[24]

1211
- Petrus von Blois, französischer Dichter und Diplomat (* 1135)[25]

1213
- Um 1213: Gace Brulé, nordfranzösischer Trouvère (* um 1160)[26]

1215

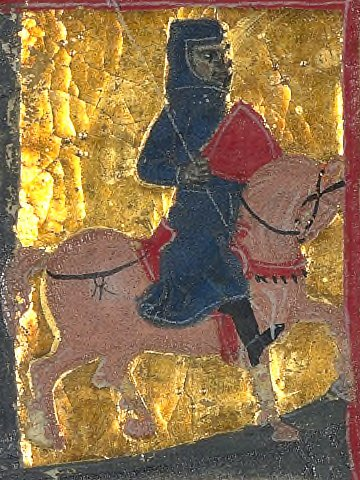
Bertran de Born, als Ritter zu Pferd. In einer historisierten Initiale des cançoner K, 13. Jhd., BnF ms. cod. fr. 12473, fol. 160r.

- Um 1215: Bertran de Born, französischer Troubadour (* vor 1140)[27]
- Um 1215: Gottfried von Straßburg, mittelhochdeutscher Dichter (* 12. Jahrhundert)[28]

1219
- 17. Dezember: Conon de Béthune, pikardischer Troubadour, Ritter und Kreuzritter (* um 1150)[29]

1220

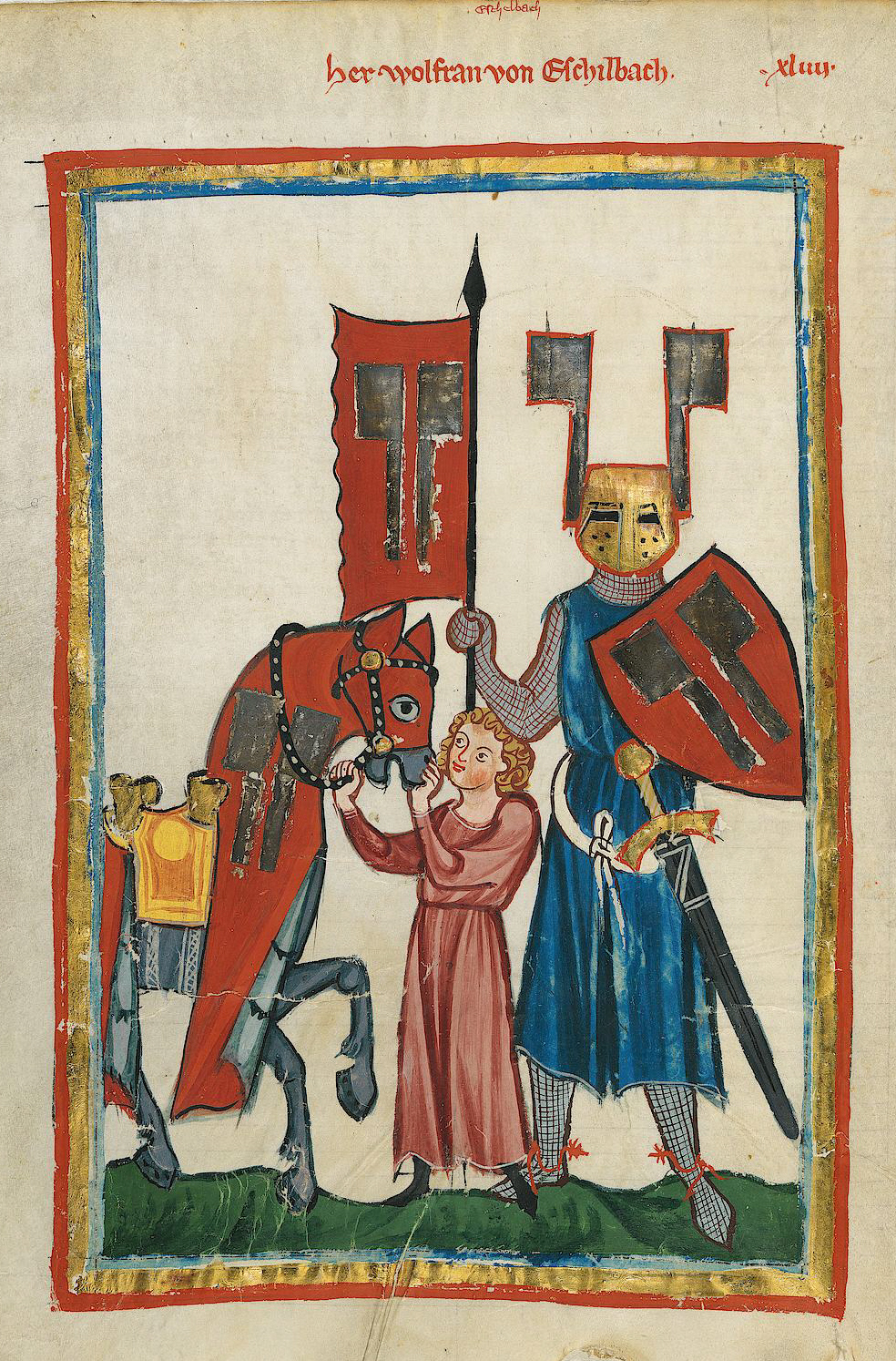
Wolfram von Eschenbach, Autorbild als Ritter im Codex Manesse

- Hugues de Berzé, Trouvere (* zwischen 1150 und 1155)[30]
- Um 1220: Heinrich von Morungen, mittelhochdeutscher Minnesänger (* 12. Jahrhundert)[31]
- Um/nach 1220: Wolfram von Eschenbach, deutscher Dichter und Minnesänger (* um 1170)[32]
- Nach 1220: Pierre de Molins, französischer Trouvère (* vor 1180)[33][34]

1221
- Um 1221: Jiang Kui, chinesischer Dichter und Komponist (* um 1155)[35]
- Nach 1221: Peirol, französischer Troubadour (* um 1160)[36]

1223
- Gerald von Wales, mittelalterlicher Geistlicher und Chronist (* 1146)[37]

1225
- Bernard Itier, Mönch und Chronist der Abtei Saint-Martial von Limoges (* 1163)[38]
- Vor 1225: Gui d’Ussel, Troubadour (* um 1170)[39]

1229
- Nach 1229: Raimon de Miraval, okzitanischer Troubadour (* vor 1185)[40]

1230
- Um 1230: Aimeric de Péguilhan, okzitanischer Troubadour (* um 1170)[41]
- Um 1230: Walther von der Vogelweide, deutscher Minnesänger (* um 1170)[42][43]

1231

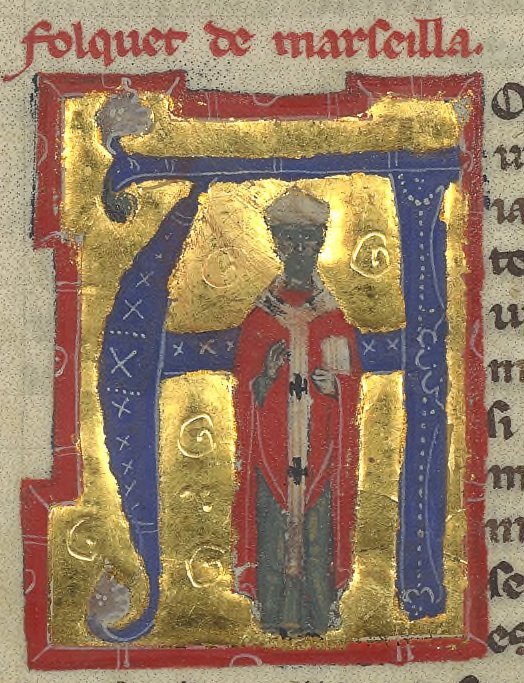
Folquet de Marselha (aus Bibliothèque Nationale MS12473, 13. Jahrhundert)

- 25. Dezember: Folquet de Marselha, Abt, Bischof und Troubadour (* um 1150)[44]

1235
- Um 1235: Ulrich von Singenberg, mittelhochdeutscher Dichter und Minnesänger (* zwischen 1175 und 1185)
- Nach 1235: Simon d'Authie, französischer Trouvère (* um 1180)[45]

1236
- 23. Dezember: Philipp der Kanzler, christlicher Philosoph und Theologe (* nach 1160)
- Gautier de Coincy, französischer Abt und Dichter (* 1177)[46]
- Nach 1236: Gautier de Dargies, Trouvère (* um 1165)[47]
- Nach 1236: Neidhart von Reuental, Dichter (* um 1190)[48]
- Nach 1236: Heinrich von Sax, deutscher Dichter und Minnesänger (* um 1194)

1238
- Eleasar ben Juda ben Kalonymos, deutscher Rabbiner, Autor, Dichter und Kabbalist (* um 1165)

1240
- Um 1240: Alexander de Villa Dei, französischer Autor (* um 1170)

1241
- 23. September: Snorri Sturluson, altisländischer Skalde und Historiker (* 1179)

1245

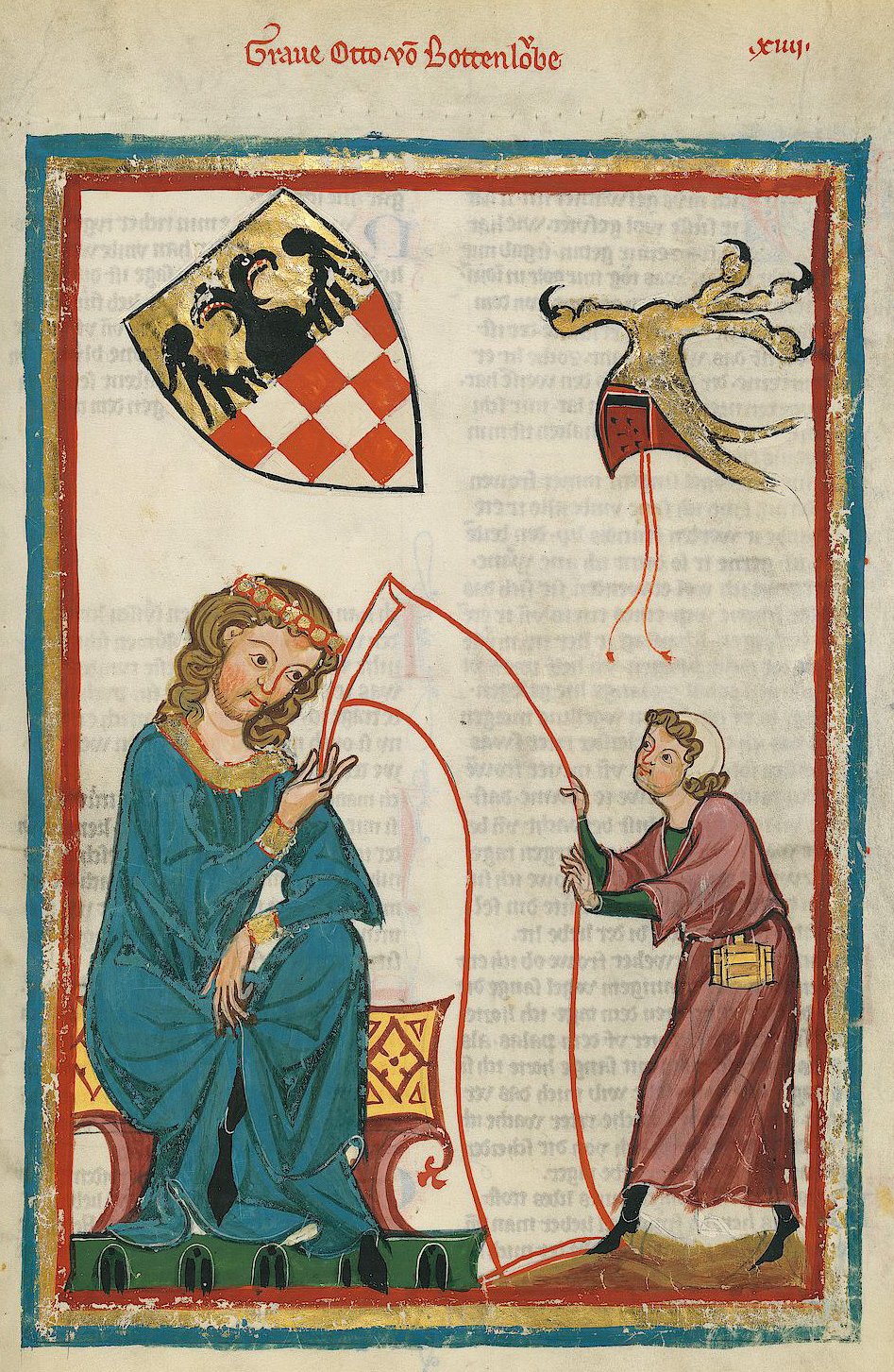
Graf Otto von Botenlauben vertraut einem Boten sein Lied an (Codex Manesse, 14. Jahrhundert)

- Guillaume le Vinier, französischer Trouvère (* um 1190)[49]
- Vor 1245: Otto von Botenlauben, deutscher Minnesänger (* um 1177)

1248
- Nach 1248: Reinmar von Zweter, mittelhochdeutscher Spruchdichter (* um 1200)[50]

1250
- Nach 1250: Rudolf von Rotenburg, mittelhochdeutscher Dichter (* 12. oder 13. Jahrhundert)

1252

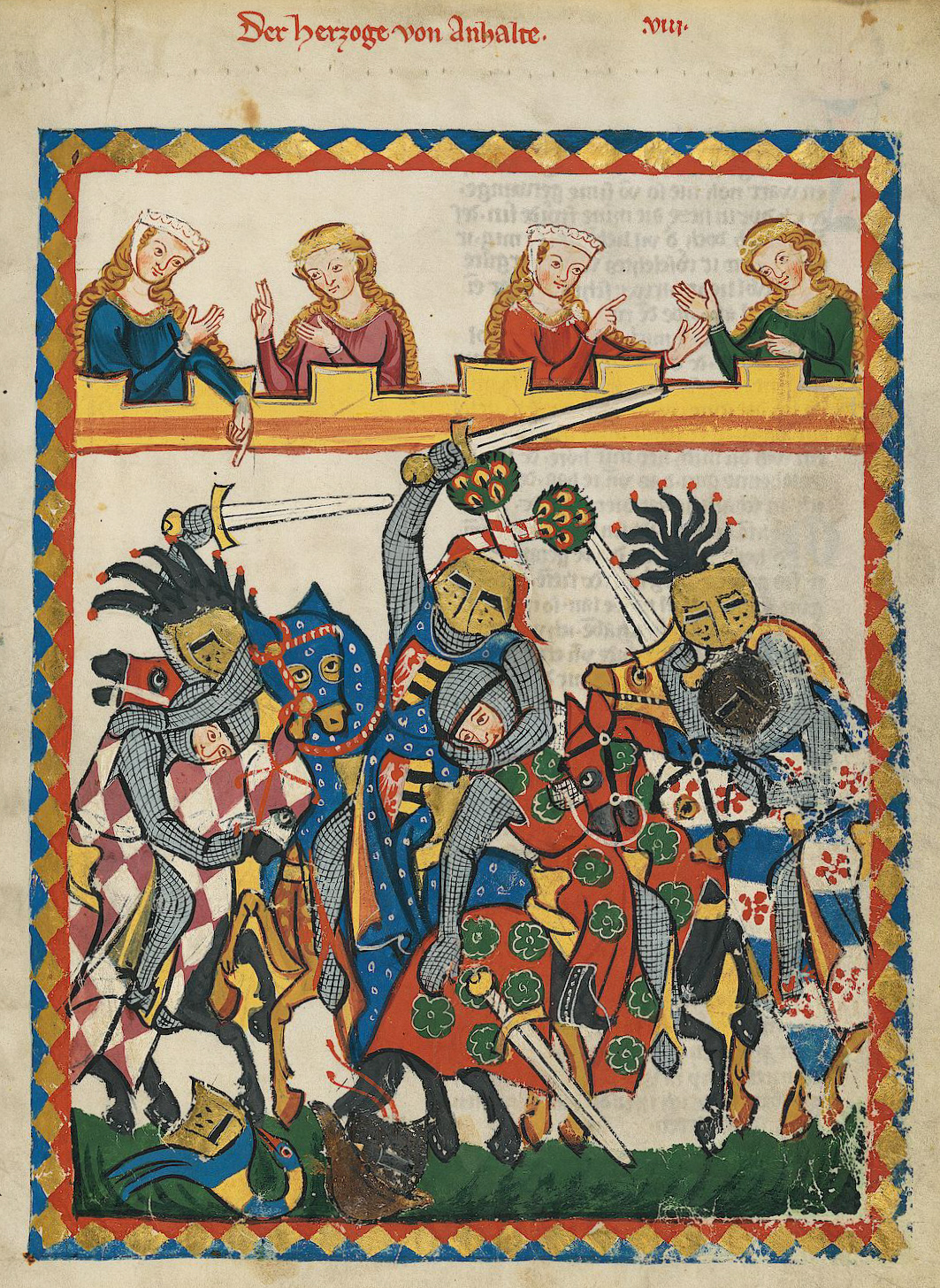
Heinrich I., „Der Herzoge von Anhalte“ im Turnier (Codex Manesse, 14. Jahrhundert)

- Heinrich I., Fürst von Anhalt und Minnesänger (* um 1170)

1253
- 08. Juli: Theobald I., König von Navarra und Trouvère (* 1201)
- 09. Oktober: Robert Grosseteste, englischer Theologe und Bischof von Lincoln (* vor 1170)

1260
- 01. März: Richard de Fournival, französischer Trouvère (* 1201)
- Nach 1260: Guo Mian, chinesischer Musiker und Zitherspieler (* vor 1190)[51]

1262
- Nach 1262: Vinzenz von Kielcza, polnischer Kanoniker, Dominikaner, Poet und Komponist (* um 1200)

1269
- Vor 30. August: Sordello da Goito, italienischer Troubadour (* 13. Jahrhundert)

1271
- Nach 1271: Hieronymus de Moravia, Dominikaner und Musiktheoretiker (* 12. oder 13. Jahrhundert)

1275

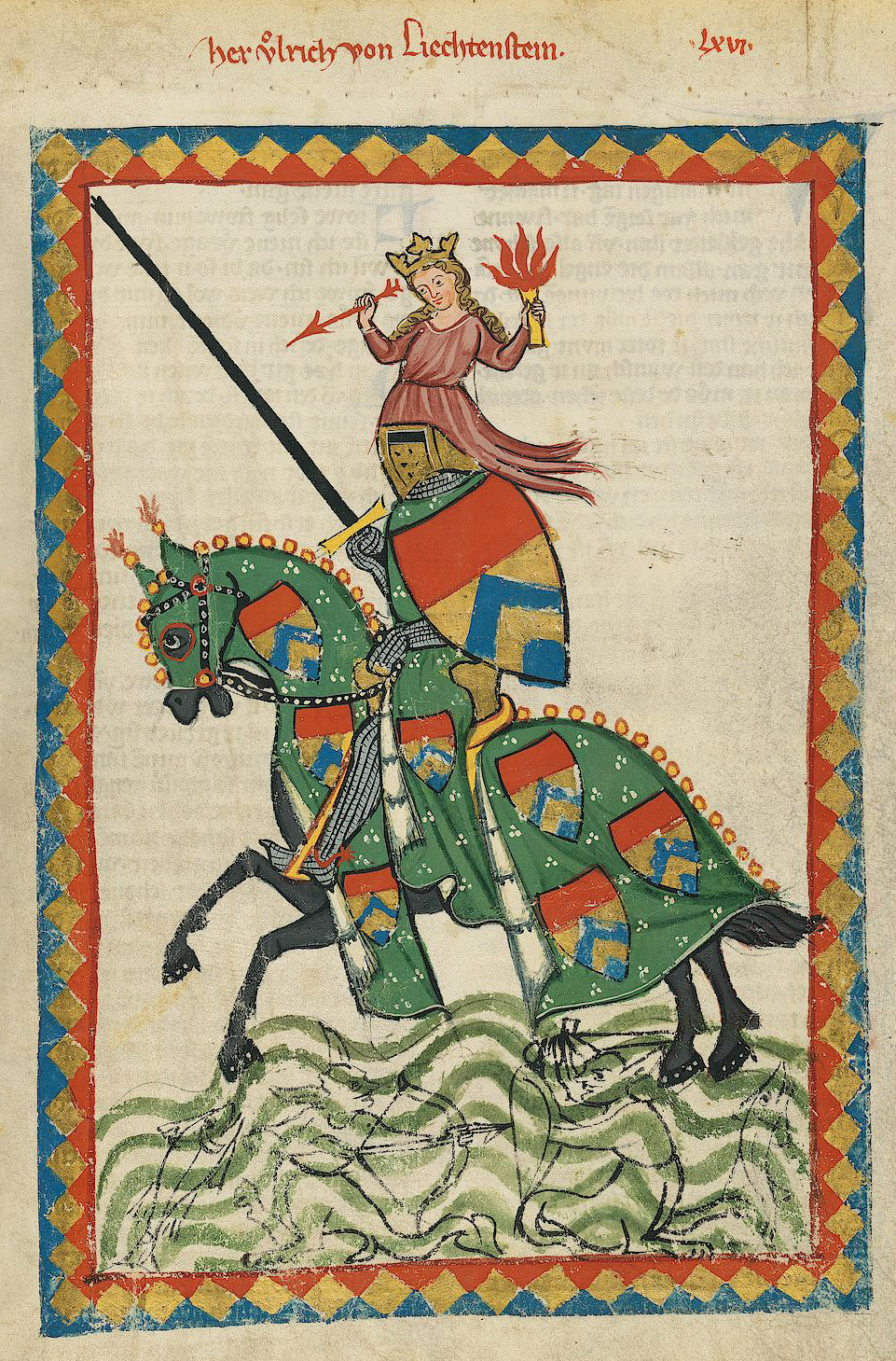
Ulrich von Liechtenstein als zimiergeschmückter Turnierritter dargestellt, „verkleidet“ als Dame Venus (mit Amorpfeil und Fackel), Abbildung im Codex Manesse.

- 26. Januar: Ulrich von Liechtenstein, mittelhochdeutscher Dichter und Minnesänger (* um 1200)[52]

1278
- Um 1278: Peire Cardenal, französischer Troubadour (* um 1180)[53]

1284
- 04. April: Alfons X., König von Kastilien und León sowie Dichter und Komponist (* 1221)

1285
- Cerverí de Girona, katalanischer Troubadour (* 1259)

1286
- Johann I., Herzog von Bretagne und Trouvère (* 1217)
- Um 1286: Adam de la Halle, französischer Trouvère (* um 1237)
- Nach 1286: Schenk Konrad von Limpurg, deutscher Minnesänger (* vor 1249)

1287
- Konrad von Würzburg, deutscher Lyriker, Epiker und didaktischer Dichter (* zwischen 1220 und 1230)

1294
- 28. Januar: Safi ad-Din al-Urmawi, persischer Musiktheoretiker (* 1216)

1300
- Um 1300: Guiraut de Riquier, französischer Troubadour (* um 1230)[8]

Gestorben im 13. Jahrhundert
- Konrad von Altstetten, Minnesänger (* 12. oder 13. Jahrhundert)
- Kastellan von Coucy, französischer Trouvère (* 12. Jahrhundert)[54]
- Ulrich von Gutenburg, Minnesänger (* 12. Jahrhundert)[55]
- Burkart von Hohenfels, mittelhochdeutscher Dichter von Minneliedern (* 12. oder 13. Jahrhundert)
- Wachsmut von Künzingen, Minnesänger (* 12. oder 13. Jahrhundert)
- Der Marner, deutscher Minnesänger und Spruchdichter (* 13. Jahrhundert)
- Niune, fahrender Sänger (* 12. oder 13. Jahrhundert)
- Bruder Wernher, mittelhochdeutscher Spruchdichter (* 13. Jahrhundert)

Gestorben im 13. Jahrhundert oder 14. Jahrhundert
- Boppe, mittelhochdeutscher Sangspruchdichter (* 13. Jahrhundert)
- Petrus de Cruce, französischer Komponist und Musiktheoretiker (* 13. Jahrhundert)
- Johannes de Garlandia, Pariser Musiktheoretiker (* 12. oder 13. Jahrhundert)
- Franco von Köln, deutscher Musiktheoretiker (* 13. Jahrhundert)
- Heinrich von der Mure, steirischer Minnesänger (* 12. oder 13. Jahrhundert)
- Petrus Picardus, französischer Musiktheoretiker (* 13. Jahrhundert)
- Dietmar der Setzer, Ritter und Spruchdichter (* 12. oder 13. Jahrhundert)
- Friedrich von Sonnenburg, Dichter aus dem Ministerialengeschlecht der Burggrafen von Sonnenburg in Südtirol (* 13. Jahrhundert)
- Der von Suonegge, steirischer Minnesänger (* 12. oder 13. Jahrhundert)